# Saint-Cirq-Madelon
Saint-Cirq-Madelon ist eine französische Gemeinde mit 154 Einwohnern (Stand 1. Januar 2022) im Département Lot in der Region Okzitanien. Sie gehört zum Arrondissement Gourdon und zum gleichnamigen Kanton und liegt am Flüsschen Germaine und seinem Zufluss Melve, der hier einmündet.
Nachbargemeinden sind Groléjac im Nordwesten, Veyrignac im Norden, Milhac im Osten, Payrignac im Südosten und Nabirat im Südwesten.

## Bevölkerungsentwicklung

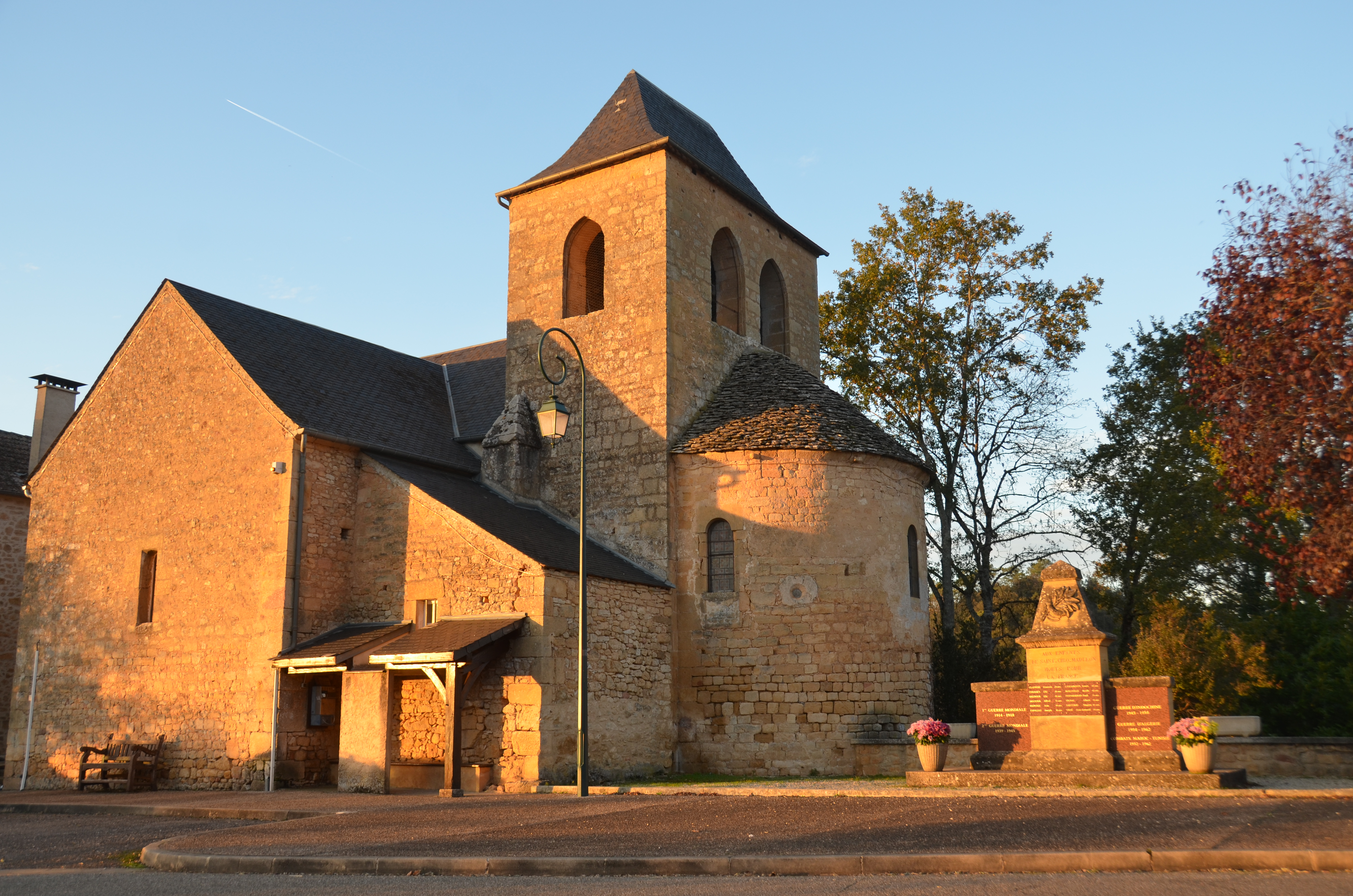
Romanische Kirche Saint-Georges

| Jahr      | 1962 | 1968 | 1975 | 1982 | 1990 | 1999 | 2008 | 2018 |
| --------- | ---- | ---- | ---- | ---- | ---- | ---- | ---- | ---- |
| Einwohner | 123  | 113  | 110  | 98   | 102  | 123  | 152  | 124  |